# Jesuisme
Jesuisme er "at læse, og leve efter Jesu ord i den oprindelige form". Idéen er, at Jesu ord overgår alt, og kun dér kan vi finde den rå og rene sandhed, som beskrevet i Bibelen.